# Niederdreisbach
Niederdreisbach é um município da Alemanha localizada no distrito de Altenkirchen, estado da Renânia-Palatinado.
É membro da associação municipal de Daaden.

## População
Evolução da população:
| - 1815 – 133 - 1835 – 185 - 1871 – 245 - 1905 – 422 - 1939 – 496 - 1950 – 591 | - 1961 – 667 - 1965 – 718 - 1970 – 855 - 1975 – 918 - 1980 – 976 - 1985 – 991 | - 1987 – 979 - 1990 – 997 - 1995 – 1.011 - 2000 – 1.011 - 2005 – 985 |